# Laura Pinillos
Laura Pinillos (1900-Madrid, 2 de noviembre de 1970) fue una vedette de revista musical española.

## Biografía
Se inició en el mundo del espectáculo junto a su hermana Victoria, bajo el nombre artístico de Hermanas Pinillos. Con tal denominación consiguen gran fama en la temporada del Teatro Romea 1927-28 estrenando Noche loca, Aligui y El viajante en cueros.

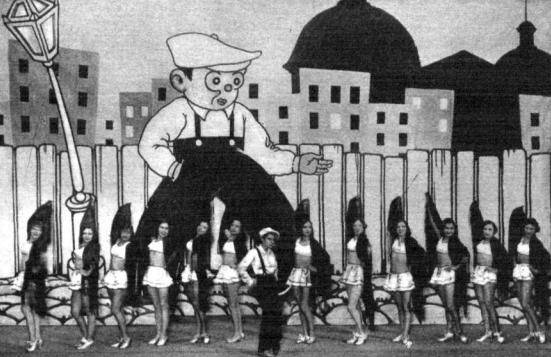
Laura Pinillos interpretando El Pichi en el estreno de Las Leandras en Barcelona, en noviembre de 1931

Especialmente célebre ya desde la década de 1930, se especializó en los géneros de revista y comedia musical. Entre sus mayores triunfos cuenta con el estreno de la célebre revista Las Leandras en 1931 en Barcelona, al tiempo que Celia Gámez lo hacía en Madrid. Fueron también célebres sus actuaciones en el Teatro Romea de Madrid, junto a Alady y José Álvarez "Lepe", en obras como Al cantar el gallo (1935).
Trabajó también en el Teatro de la Zarzuela junto a Antonio Murillo. Posteriormente, ya en la década de 1940, abandonó la revista y actuó en obras cómicas, uniéndose profesionalmente a Paco Martínez Soria.
En cuanto a su paso por el cine, intervino en cuatro películas: Curro Vargas (1923), La chica del gato (1927), El famoso Carballeira (1940) y ¡¡Campeones!! (1943).
Se retiró de la vida artística a finales de la década de 1940. Falleció en Madrid a comienzos de noviembre de 1970.